# 자모스크보레츠카야선
자모스크보레츠카야선(러시아어: Замоскворе́цкая ли́ния 자모스크보레츠카야 리니야[*]) (옛 이름 고리콥스코 자모스크보레츠카야 선(러시아어: Го́рьковско-Замоскворе́цкая))은 모스크바 지하철의 2호선이다. 24개 역에 길이는 42.8 km이다. 호브리노 역이 기점이며 알마 아틴스카야 역이 종점이다. 노선색은 초록색이다.

## 노선 개요
자보스크보레츠카야 선은 호브리노 역에서 출발해 알마 아틴스카야 역을 연결한다.

## 구간
| 구간                                       | 개통일           | 길이   |
| ------------------------------------------ | ---------------- | ------ |
| 소콜 – 테아트랄나야                        | 1938년 9월 11일  | 8.5km  |
| 테아트랄나야 – 압토자보츠카야              | 1943년 1월 1일   | 6.2km  |
| 노보쿠즈네츠카야 – 파벨레츠카야            | 1959년 11월 20일 | N/A    |
| 소콜 – 레치노이 보크잘                     | 1964년 12월 30일 | 6.2km  |
| 압토자보츠카야 – 카홉스카야                | 1969년 8월 11일  | 9.5km  |
| 트베르스카야                               | 1979년 7월 20일  | N/A    |
| 카시르스카야 – 오레호보                    | 1984년 12월 28일 | 6.4km  |
| 오레호보 – 크라스노그바르데이스카야        | 1985년 9월 7일   | 3.4km  |
| 카시르스카야 – 카홉스카야 분리             | 1995년 11월 20일 | 3.4km  |
| 크라스노그바르데이스카야 – 알마 아틴스카야 | 2012년 12월 24일 | 3.4km  |
| 테흐노파르크                               | 2015년 12월 28일 | N/A    |
| 레치노이 보크잘 – 호브리노                 | 2017년 12월 31일 | N/A    |
| 벨로모르스카야                             | 2018년 12월 20일 | N/A    |
| 총합                                       | 24역             | 42.8km |

### 명칭 변경
| 역             | 이전 이름              | 해당년        |
| -------------- | ---------------------- | ------------- |
| 트베르스카야   | 고리콥스카야           | 1979년-1990년 |
| 테아트랄나야   | 플로시디 스베들로바    | 1938년-1990년 |
| 압토자보츠카야 | 자보드 이메니 스탈리나 | 1943년-1957년 |
| 차리치노       | 레니노                 | 1983년-1990년 |

## 환승역
|  | 노선                               | 환승역                     |
|  | ---------------------------------- | -------------------------- |
|  | 소콜니체스카야 선                  | 테아트랄나야               |
|  | 아르바츠코 포크롭스카야 선         | 테아트랄나야               |
|  | 콜체바야 선                        | 벨로루스카야, 파벨레츠카야 |
|  | 칼루시스코 리시스카야 선           | 노보쿠즈네츠카야           |
|  | 타간스코 크라스노프레스넨스카야 선 | 트베르스카야               |
|  | 칼리닌스코 솔른쳅스카야 선         | 노보쿠즈네츠카야           |
|  | 세르푸홉스코 티미랴젭스카야 선     | 트베르스카야               |
|  | 류블린스코 드미트롭스카야 선       | 크라스노그바르데이스카야   |
|  | 카홉스카야 선                      | 카시르스카야*              |

- 카시르스카야 구간은 다른 모스크바 역들과 달리 교차 정류장이다.

## 차량

### 수
- 4 차량 : 1938년부터 1947년까지
- 6 차량 : 1941년부터 1962년까지
- 7 차량 : 1962년부터 1986년까지
- 8 차량 : 1986년부터

### 종류
| 차량                                                            | 사용 기간     |
| --------------------------------------------------------------- | ------------- |
| 아(А)                                                           | 1938년-1951년 |
| 베(Б)                                                           | 1938년-1950년 |
| 게(Г)                                                           | 1947년-1967년 |
| 예(Е), 예제(Еж), 예제1(Еж1), 예엠-508(Ем-508), 예엠-509(Ем-509) | 1963년-1987년 |
| 예제3(Еж3), 예엠-508테(Ем-508Т)                                 | 1977년-1982년 |
| 81-717/714                                                      | 1979년-2011년 |
| 81-717.5/714.5                                                  | 1987년-2011년 |
| 81-717.5엠(81-717.5М), 81-714.5엠(81-714.5М)                    | 1993년-2011년 |
| 81-760/761                                                      | 2011년-       |